# Take You Home
«Take You Home» (en hangul, 바래다줄게) es una canción interpretada por el cantante surcoreano Baekhyun. La canción fue publicada el 14 de abril de 2017 por S.M. Entertainment como parte de SM Station Season 2.

## Antecedentes y lanzamiento
El 23 de marzo, fue revelado que Baekhyun lanzaría un sencillo para la segunda parte de SM Station. El 5 de abril, se confirmó que el título de la canción sería «Take You Home» y que se publicaría el 14 de abril.
Producido por el cantante Cho Kyu Man, «Take You Home» es descrita como una canción de «balada de medio tiempo». La canción trata sobre la historia de un hombre que quiere cerrar y proteger su corazón roto de una mujer. El sencillo fue liberado finalmente el 14 de abril.

## Vídeo musical
El 7 de abril, S.M. publicó un prólogo del vídeo musical de la canción. El 12 de abril, un teaser del vídeo musical fue publicado. El vídeo musical de «Take You Home» fue publicado oficialmente el 14 de abril. El vídeo esta protagonizado por la actriz surcoreana Ryu Won y por Baekhyun.

## Recepción
«Take You Home» consiguió posicionarse en el top de varias listas musicales de Corea del Sur y China. La canción se posicionó en el puesto doce de Gaon Digital Chart y en el número cinco de US World Digital Songs de Billboard.

## Posicionamiento en listas
| Lista (2017)                       | Mejor posición |
| ---------------------------------- | -------------- |
| Sencillos semanales (Gaon)         | 12             |
| US World Digital Songs (Billboard) | 5              |

## Ventas
| Región               | Ventas   |
| -------------------- | -------- |
| Corea del Sur (Gaon) | 189 990+ |

## Historial de lanzamiento
| Región        | Fecha               | Formato          | Distribuidor                 |
| ------------- | ------------------- | ---------------- | ---------------------------- |
| Corea del Sur | 14 de abril de 2017 | Descarga digital | S.M. Entertainment, KT Music |
| Mundo         | 14 de abril de 2017 | Descarga digital | S.M. Entertainment, KT Music |